# Naeviopsis tithymalina
Naeviopsis tithymalina är en svampart som först beskrevs av Kunze, och fick sitt nu gällande namn av B. Hein 1976. Naeviopsis tithymalina ingår i släktet Naeviopsis, ordningen disksvampar, klassen Leotiomycetes, divisionen sporsäcksvampar och riket svampar.   Inga underarter finns listade i Catalogue of Life.